# 岐阜市衆議院議員事務所放火事件
岐阜市衆議院議員事務所放火事件（ぎふししゅうぎいんぎんじむしょほうかじけん）とは、2007年8月に岐阜県岐阜市で発生した放火事件。
2014年に公訴時効を迎えたことで、未解決事件となっている。

## 概要

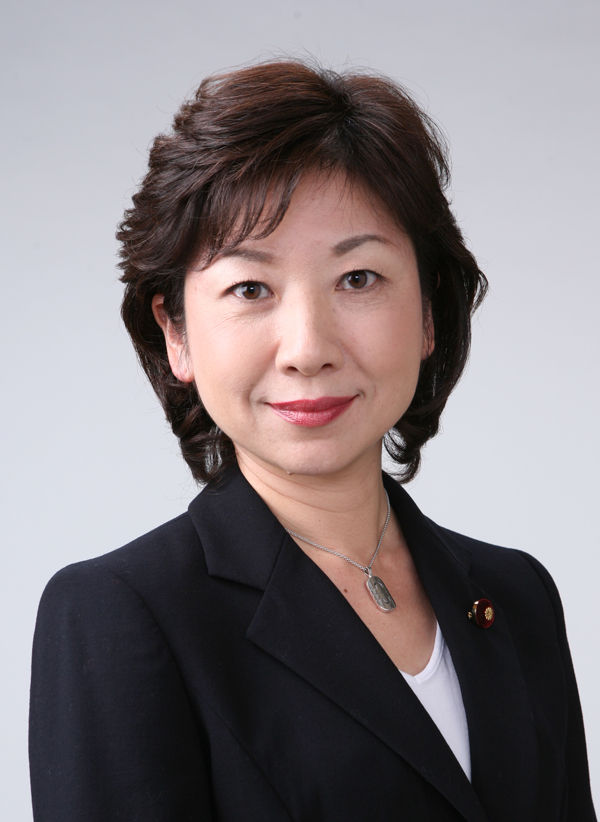
被害を受けた野田聖子

2007年8月10日午前3時15分ごろ、岐阜市加納新本町にある自民党所属の衆議院議員・野田聖子の事務所から煙が出ているのを、警備会社の110番通報で駆けつけた警察官が発見して、消防に通報した。火は約30分後に消し止められた。事務所内の机を中心に約15平方メートルが焼けたものの、けが人はいなかった。
岐阜南警察署捜査本部によると、事務所南側の窓ガラスが割られ、鍵が開けられた形跡があった。現金や書類は盗難を免れたが、ノートパソコン3台と防犯カメラの映像を記録したビデオデッキ1台が盗まれていた。事務所からは灯油の成分の反応が検出され、犯人は事務所に侵入し証拠隠滅を意図して事務所に灯油をまいて火を付けた可能性があると見ている。
さらにその後の捜査で、犯行のあった10日朝、被害に遭った野田の事務所近くと、自民党の衆議院議員・佐藤ゆかりを支持する岐阜市選出の県議の自宅近くなどで、野田と佐藤を取り上げた週刊誌のコピーが数枚ずつ落ちていたことが分かった。同捜査本部はコピーを押収し、事件との関連を調べている。
その後、事件現場となった野田の事務所は改修工事を終え、事件から約2か月後に事務所業務を再開した。